# Banca Giuratale w Victorii
Banca Giuratale (malt. Banka Ġuratali) – budynek ratusza w Victorii, Gozo, na Malcie. Został zbudowany w XVIII wieku jako miejsce posiedzeń Università – lokalnej rady mieszkańców. W ciągu lat lokowane w nim były różne rządowe instytucje, był też siedzibą policji oraz urzędu pocztowego. Aktualnie budynek jest siedzibą lokalnej Rady oraz Gozo Regional Committee. Mieści się tam też Wydział Informacji i Kultury Ministerstwa ds. wyspy Gozo.

## Historia
Banca Giuratale został zbudowany w 1733 roku, jako miejsce posiedzeń Università – rady administracyjnej, która miała jurysdykcję nad wyspami Gozo i Comino. Budynek został zaprojektowany przez francuskiego architekta Charlesa François de Mondion, a został otwarty przez Gubernatora Gozo, Pablo Antonio de Viguier.
W roku 1798 Banca Giuratale był główną kwaterą powstańców na Gozo przeciwko okupantom francuskim. Powstańcy finalnie ustanowili niepodległe państwo, znane jako La Nazione Gozitana, które przetrwało do 1801 roku.
System Università (rady mieszkańców) został zlikwidowany przez gubernatora Thomasa Maitlanda w 1819 roku, a budynek był następnie używany jako posterunek policji, urząd pocztowy, archiwum oraz Wydział Rolnictwa. Budynek został powiększony do obecnych rozmiarów w 1868 lub 1875 roku, według projektu Giovanniego Bonello.
W latach 1961–1973 Banca Giuratale był siedzibą Gozo Civil Council. Od 1994 roku budynek powrócił do swej pierwotnej roli ratusza, mieszcząc lokalną Radę miasta Victoria. Banca Giuratale mieści również Wydział Informacji i Kultury Ministerstwa ds. Gozo. W 2009 roku znalazł tu też miejsce Komitet Regionalny Gozo. W budynku regularnie organizowane są wystawy.
Banca Giuratale na Gozo, wraz z Banca Giuratale w Mdinie, zostały przedstawione na banknocie o nominale 2 Lm, będącym w obiegu w latach 1989–2007.
Fasada Banca Giuratale została odnowiona w 2014 roku.

## Architektura
Banca Giuratale został zbudowany w stylu barokowym, i jest uważany za jeden z najlepszych barokowych budynków na Gozo. Pierwotnie miał kształt prostokątny, ale w XIX wieku dodana mu została ozdobna półokrągła fasada. Oryginalna fasada jest wciąż widoczna we wnętrzu budynku.